# Kathleen Mavourneen (película de 1919)
Kathleen Mavourneen es una película perdida de 1919. La cinta muda de drama fue dirigida por Charles J. Brabin y protagonizada por su futura esposa Theda Bara. Fue producida y distribuida por Fox Film Corporation. Basada en el conocido poema homónimo, Kathleen Mavourneen, de Annie Crawford y adaptado a obra teatral por Dion Boucicault.

## Trama
Kathleen (Bara) y Terence (McKee), pobres campesinos irlandeses, planean su boda con ilusión. Sus sueños se rompen cuando el Squire de Traise (McDermott), atraído por la belleza de Kathleen, pide su mano a su padre a cambio de perdonarle las deudas, siendo el resultado un matrimonio forzado. Poco después el Squire conoce a Lady Clancarthy (Harris), poseedora de vastas propiedades y fondos, y se convence de que podrá ganarla si se deshace de Kathleen. La engaña llevándola a un sitio solitario en el bosque y la deja. Después de ser abandonada por su marido, es atacada por unos rufianes, y rescatada por la llegada oportuna de Terence, que mata a uno de sus agresores. Terence es juzgado y declarado culpable, la evidencia apoya la teoría de que atrajo a Kathleen al bosque para un propósito innoble y mató al hombre que vino en su ayuda. Paga con la pena de muerte, siendo ahorcado en prisión, pero entonces Kathleen despierta y descubre que todo fue un mal sueño y las preparaciones de boda continúan.

## Reparto
- Theda Bara como Kathleen Mavourneen
- Edward O'Connor como el padre de Kathleen
- Jennie Dickerson como la madre de Kathleen
- Raymond McKee como Terence O'Moore
- Marc McDermott como El Squire de Traise
- Marcia Harris como Lady Clancarthy
- Henry Hallam como Sir John Clancarthy
- Harry Gripp como Denis O'Rourke
- Morgan Thorpe como Padre O'Flynn

## Recepción
El fracaso en taquilla de la película demostró que el público solo aceptaba a Bara en papeles de seductora o cruel mujer fatal.